# Новогрођец
Новогрођец (пољ. Nowogrodziec) град је у Пољској у Војводству доњошлеском. По подацима из 2012. године број становника у месту је био 4236.

## Становништво
| 2012. |
| ----- |
| 4.236 |